# Tom & Jerry incontrano Sherlock Holmes
Tom & Jerry incontrano Sherlock Holmes (Tom and Jerry Meet Sherlock Holmes) è un film d'animazione direct-to-video del 2010, ispirato ai racconti di Conan Doyle, con protagonisti Tom & Jerry prodotto dalla Warner Bros. Pictures Television Animation Distribution, nonché il primo film a cartoni animati della storia già prodotto senza i suoi originali creatori William Hanna e Joseph Barbera, morti rispettivamente nel 2001 e nel 2006.
In Italia è uscito il 16 novembre 2010.

## Trama
Londra, fine dell'Ottocento e inizio del Novecento. Il professor Moriarty prepara un diabolico piano per il quale, servendosi degli arcigni gatti Tin, Pan e Alley, ruba alcuni tra i più preziosi della città. Indagano Sherlock Holmes e il Dottor Watson, accompagnati da Tom e Jerry, la signorina Red, che Moriarty tenta di incastrare per i furti, e Tuffy, qui nel ruolo di un pastore anglicano. Il caso verrà risolto con successo, nonostante Tom e Jerry che, come al solito, rallentano le indagini con le loro litigate e inseguimenti.

## Doppiaggio
| Personaggio        | Doppiatore originale           |
| ------------------ | ------------------------------ |
| Tom il gatto       | Billy West                     |
| Jerry il topo      | Joe Alaskey (audio d'archivio) |
| Sherlock Holmes    | Michael York                   |
| Professor Moriarty | Malcolm McDowell               |
| Dottor Watson      | John Rhys-Davies               |
| Red                | Grey DeLisle                   |
| Tuffy              | Kath Soucie                    |
| Butch              | Jeff Bergman                   |
| Droopy             | Jeff Bergman                   |
| Spike              | Phil LaMarr                    |
| poliziotto         | Phil LaMarr                    |
| Tin                | Greg Ellis                     |
| sergente           | Greg Ellis                     |
| Pan                | Jess Harnell                   |
| Brett Jeremy       | Jess Harnell                   |
| Alley              | Richard McGonagle              |
| primo poliziotto   | Richard McGonagle              |
| voci varie         | Tom Kenny                      |